# Bara och Sundsör
Bara och Sundsör är en bebyggelse strax nordväst om Oxelösund i Oxelösunds kommun. Från 2015 avgränsar SCB här en småort. Fram till 2015 räknades området som en del av tätorten Oxelösund.